# Wanda Chmielowska
Wanda Chmielowska (* 2. Oktober 1891 in Sankt Petersburg; † 19. Januar 1980 in Tychy) war eine polnische Pianistin und Musikpädagogin.

## Leben und Wirken
Chmielowska erhielt ihren ersten Klavierunterricht bei ihrem Vater Stanisław Szlezyngier, der eine Klavierschule in Sankt Petersburg leitete. Sie studierte am Sankt Petersburger Konservatorium bei Anna Jessipowa und unterrichtete dann an der Klavierschule ihres Vaters.
1918 zog sie nach Warschau, wo sie Unterricht gab und ihre Ausbildung bei Henryk Melcer-Szczawiński vervollkommnete. Daneben gab sie Konzerte als Kammermusikerin und mit den Warschauer Philharmonikern. Ab 1925 unterrichtete sie am Musikinstitut Stefan Marian Stoinski und ab 1929 am Staatlichen Musikkonservatorium von Kattowitz.
Während des Zweiten Weltkrieges lebte Chmielowska als Klavierlehrerin in Warschau, danach war sie bis 1970 Professorin für Klavier, 1947–48 auch Prorektorin an der Staatlichen Musikhochschule Kattowitz. Zu ihren Schülern zählten u. a. Witold Szalonek, Lidia Grychtołówna, Maria Kubien-Uszokowa, Klara Langer-Danecka, Józef Sekura und Józef Stompel.
Chmielowska veröffentlichte Schriften zu Fragen des Klavierunterrichtes und komponierte selbst eine Sammlung von Klavierstücken für Anfänger. 1954 wurde sie mit dem Ritterkreuz des Orden Polonia Restituta ausgezeichnet.

## Quelle
- Culture.pl - Wanda Chmielowska

| Personendaten    | Personendaten                          |
| ---------------- | -------------------------------------- |
| NAME             | Chmielowska, Wanda                     |
| KURZBESCHREIBUNG | polnische Pianistin und Musikpädagogin |
| GEBURTSDATUM     | 2. Oktober 1891                        |
| GEBURTSORT       | Sankt Petersburg                       |
| STERBEDATUM      | 19. Januar 1980                        |
| STERBEORT        | Tychy                                  |